# Шабаево (Рязанская область)
Шабаево — деревня в Клепиковском районе Рязанской области. Входит в состав Спас-Клепиковского городского поселения.

## География
Находится в северной части Рязанской области у северо-восточной окраины районного центра города Спас-Клепики.

## История
На карте 1850 года показана как поселение с 14 дворами. В 1859 году здесь (тогда деревня Рязанского уезда Рязанской губернии) было учтено 15 дворов, в 1897— 31.

## Население
Численность населения: 102 человека (1859 год), 217 (1897), 38 в 2002 году (русские 100 %), 33 в 2010.